# Адамка (річка, Словаччина)
Адамка (словац. Adamka) — річка в Словаччині, права притока Білої Орави, протікає в окрузі Наместово.
Довжина приблизно 4.0-4.8 км. Витік знаходиться в масиві Оравська Магура — частина Будін — схил гори Магурка — на висоті близько 970—980 метрів. Протікає територією села Вавречка.
Впадає в Білу Ораву на висоті приблизно 615 метрів.